# 포도막
포도막(葡萄膜, uvea)은 안구를 이루는 외막과 중막, 내막, 이렇게 세 개의 층 가운데 안구의 중막에 해당하는 막이다. 안구혈관막(眼球血管膜)이라고도 한다.

## 구조
앞에서 뒤 방향으로 일반적으로 세 개의 영역으로 나뉜다.
- 홍채
- 섬모체
- 맥락막

## 같이 보기
- 포도막염
- 섬모체근